# 維奇斯普林斯 (加利福尼亞州納帕縣)
維奇斯普林斯（英語：Vichy Springs）是位於美國加利福尼亞州納帕縣的一個非建制地區。該地的面積和人口皆未知。

## 地理
維奇斯普林斯的座標為38°20′16″N 122°15′36″W / 38.33778°N 122.26000°W，而該地的平均海拔高度為23米（即75英尺）。